# Saint-Sylvain (Senna Marittima)
Saint-Sylvain è un comune francese di 194 abitanti situato nel dipartimento della Senna Marittima nella regione della Normandia.

## Società

### Evoluzione demografica
Abitanti censiti